# Anaxyrus punctatus
Il rospo macchiato di rosso (Anaxyrus punctatus (Baird & Girard, 1852)) è una specie della famiglia Bufonidae.

## Descrizione

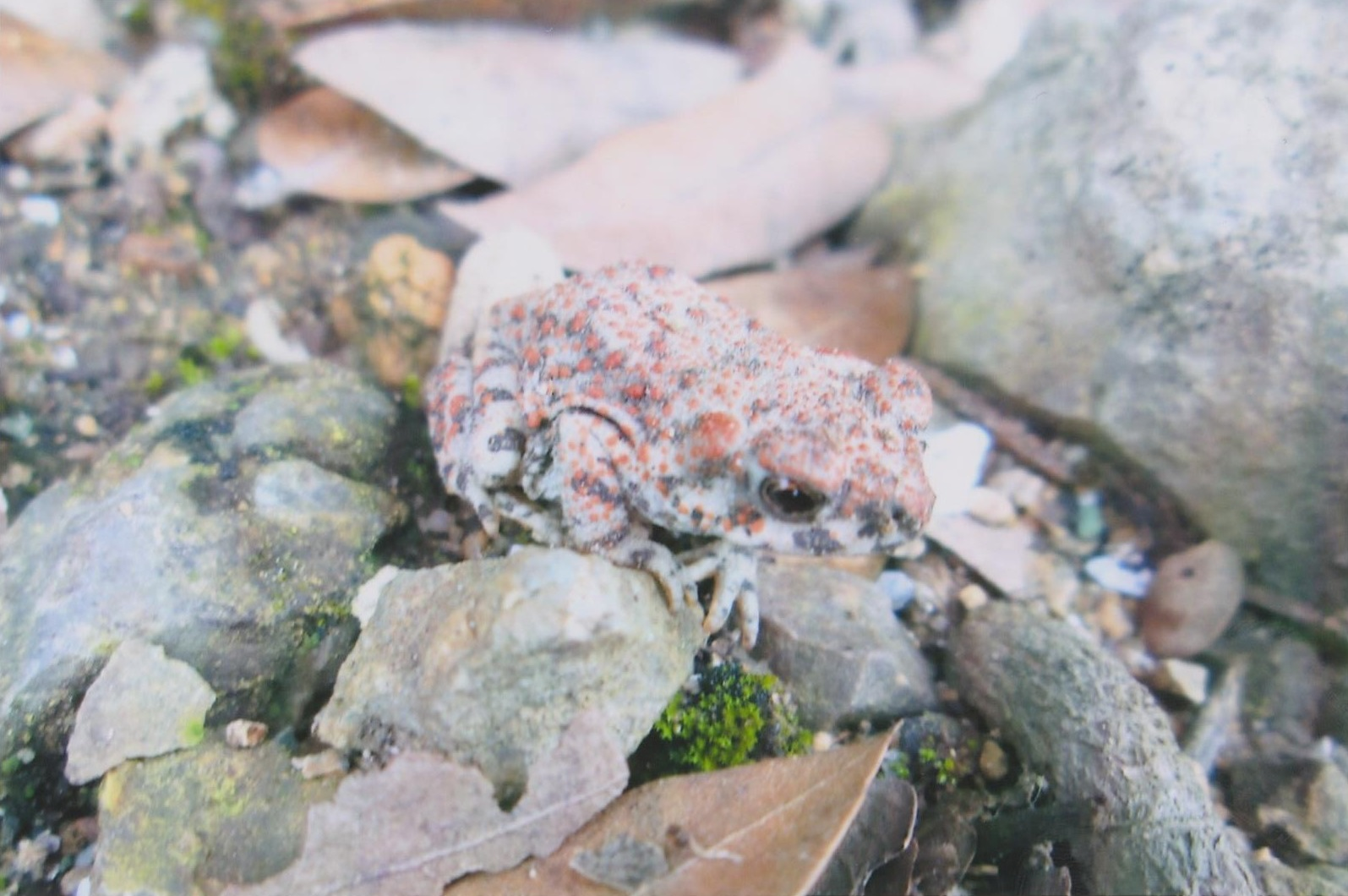
Un rospo macchiato di rosso nelle Montagne Patagonia del sud-est dell'Arizona.

Lungo fino a 7,5 cm e con un corpo ed una testa appiattiti, un muso appuntito, un dorso di colore verde oliva o marrone-rossastro, munito di ghiandole cutanee rosse o arancioni. Ha inoltre un ventre biancastro dotato di rotonde ghiandole parotoidi e in alcuni casi anche di piccole macchie nere.
L'esemplare giovane somiglia a quello adulto, fatta eccezione per la macchia addominale più evidente e la parte sottostante delle sue zampe di colore giallo. Il maschio di questa specie possiede un timbro vocale fosco e sviluppa particolari guanti nuziali durante la stagione dell'accoppiamento.

## Distribuzione e habitat
Questo rospo è endemico dell'America Settentrionale, più precisamente in Messico e negli Stati Uniti d'America, presente in gran numero, specialmente nella Bassa California. È osservabile prima di tutto lungo i torrenti rocciosi e le rive dei fiumi, spesso in zone aride o semi-aride. Esso è localizzato nella costa in pendenza, ma talvolta appare anche nei deserti.

## Biologia
Nelle aree più asciutte necessita di pozze stagionali o di pozzanghere formate da piogge stagionali per riprodursi. Le uova si schiudono in 3 giorni e i girini metamorfosano in 6-8 settimane, avvantaggiandosi dei temporanei corpi d'acqua. Questa specie trascorre i periodi di siccità in cunicoli, presso rocce o forme vegetali umide, divenendo molto attiva durante le piogge, con la successiva emersione di una moltitudine impressionante di esemplari.
Può ibridarsi con Anaxyrus boreas in alcune località, sebbene questa informazione necessiti di conferma. È docile e facilmente avvicinabile e non produce abbondanti secrezioni dalle ghiandole della pelle.